# グランパス (イギリス潜水艦・初代)
グランパス (HMS Grampus, N56) はイギリス海軍の機雷敷設潜水艦。グランパス級。

## 艦歴
グランパスはチャタム工廠で建造された。1934年8月20日起工。1936年2月25日進水。1937年3月10日就役。
第二次世界大戦では、最初中国沿岸で活動した後地中海に移動した。
1940年6月10日に「グランパス」はマルタから出撃し、13日にシチリア島のアウグスタ沖に機雷を敷設したが、機雷敷設成功の連絡後音信不通となった。
「グランパスは」以下の経緯で撃沈された。6月16日16時30分、イタリア第13水雷隊（「チルチェ」、「クリオ」、「カリオペ」、「ポルーチェ」）が対潜掃討実施のためシラクサから出撃。19時2分に「チルチェ」艇長は潜望鏡発見の報告を受け、19時4分に「チルチェ」は爆雷を投下。「クリオ」もそれに続いて爆雷攻撃を行った。3番艦の「ポルーチェ」では19時3分に魚雷2本を発見。それを回避後「ポルーチェ」は爆雷攻撃を開始し、その攻撃によって「グランパス」は撃沈された。乗員は全員戦死した。